# Iosactinidae
Iosactinidae is een familie uit de orde van de zeeanemonen (Actiniaria). 

## Geslacht
- Iosactis Riemann-Zürneck, 1997